# Kidbrooke
Kidbrooke is een wijk in het Londense bestuurlijke gebied Greenwich, in de regio Groot-Londen.